# Antoni Lipiński
Antoni Lipiński herbu Brodzic (zm. po 1792 roku) – kasztelan halicki w latach 1778–1792, pisarz kamieniecki w latach 1748–1778, miecznik kamieniecki w latach 1744–1748, komornik ziemski kamieniecki w 1738 roku.
Był posłem województwa podolskiego na sejm koronacyjny 1764 roku. Był członkiem konfederacji Sejmu Czteroletniego. 
W 1792 roku odznaczony Orderem Orła Białego.